# Film svizzeri proposti per l'Oscar al miglior film straniero
La Svizzera ha presentato 42 film per partecipare al Premio Oscar al miglior film in lingua straniera. La prima volta avvenne nel 1961 e dal 1970, tranne nel 1971, 1977, 1978 e 2003, la Svizzera presenta regolarmente un film all'Academy of Motion Picture Arts and Sciences.
Al 2013 cinque film svizzeri sono stati candidati al premio e due di questi hanno vinto: Mosse pericolose nel 1985 e Viaggio della speranza nel 1991.

## Presentazioni
La presentazione dei film svizzeri viene decisa dall'Ufficio Federale per la Cultura.
Nel 1994 il film scelto a rappresentare la Svizzera, Tre colori - Film rosso, ammesso a partecipare, venne poi squalificato in quanto fu deciso che la produzione non era a maggioranza elvetica.
I film del regista Alain Tanner sono stati selezionati 5 volte, ma mai candidati. Xavier Koller e Jean-Luc Godard sono stati rispettivamente presentati dalla Svizzera 3 volte.
Con le sue quattro lingue ufficiali la Svizzera ha presentato 25 volte un film in lingua francese, 14 volte in lingua tedesca, un film in italiano (Giochi d'estate), uno in tedesco svizzero (Drii Winter e nessuno in romancio; inoltre ha presentato due volte un film in turco e, in tempi recenti, film in cui sono presenti più lingue, tra cui l'yiddish,

## Premi e nomination per regista
| Anno | Film                                                                                                | Lingua                     | Regia                               | Risultato     |
| ---- | --------------------------------------------------------------------------------------------------- | -------------------------- | ----------------------------------- | ------------- |
| 1962 | Die Schatten werden länger                                                                          | Tedesco                    | Ladislao Vajda                      | Non candidato |
| 1971 | Primo amore (Erste Liebe)                                                                           | Tedesco                    | Maximilian Schell                   | Candidato     |
| 1973 | La salamandra (La salamandre)                                                                       | Francese                   | Alain Tanner                        | Non candidato |
| 1974 | L'invito (L'invitation)                                                                             | Francese                   | Claude Goretta                      | Candidato     |
| 1975 | Il centro del mondo (Le milieu du monde)                                                            | Francese                   | Alain Tanner                        | Non candidato |
| 1976 | Konfrontation                                                                                       | Tedesco                    | Rolf Lyssy                          | Non candidato |
| 1977 | Jonas che avrà vent'anni nel 2000 (Jonas qui aura 25 ans en l'an 2000)                              | Francese                   | Alain Tanner                        | Non candidato |
| 1980 | Le piccole fughe (Les petites fugues)                                                               | Francese                   | Yves Yersin                         | Non candidato |
| 1981 | Si salvi chi può (la vita) (Sauve qui peut (la vie))                                                | Francese                   | Jean-Luc Godard                     | Non candidato |
| 1982 | La barca è piena (Das Boot ist Voll)                                                                | Tedesco                    | Markus Imhoof                       | Candidato     |
| 1983 | Yol                                                                                                 | Turco                      | Şerif Gören e Yilmaz Güney          | Non candidato |
| 1984 | Dans la ville blanche                                                                               | Francese                   | Alain Tanner                        | Non candidato |
| 1985 | Mosse pericolose (La diagonale du fou)                                                              | Francese                   | Richard Dembo                       | Vincitore     |
| 1986 | Falò - Fuoco alpino (Höhenfeuer)                                                                    | Tedesco                    | Fredi Murer                         | Non candidato |
| 1987 | L'anarchico Tanner (Der Schwarze Tanner)                                                            | Tedesco                    | Xavier Koller                       | Non candidato |
| 1988 | Se il sole non tornasse (Si le soleil ne revenait pas)                                              | Francese                   | Claude Goretta                      | Non candidato |
| 1989 | La Méridienne                                                                                       | Francese                   | Jean-François Amiguet               | Non candidato |
| 1990 | Mon cher sujet                                                                                      | Francese                   | Anne-Marie Miéville                 | Non candidato |
| 1991 | Viaggio della speranza (Reise der Hoffnung)                                                         | Turco                      | Xavier Koller                       | Vincitore     |
| 1992 | Der Berg                                                                                            | Tedesco                    | Markus Imhoof                       | Non candidato |
| 1993 | Fuori stagione (Hors saison)                                                                        | Francese                   | Daniel Schmid                       | Non candidato |
| 1994 | Le journal de Lady M.                                                                               | Francese                   | Alain Tanner                        | Non candidato |
| 1995 | Tre colori - Film rosso (Trois Couleurs: Rouge)                                                     | Francese                   | Krzysztof Kieślowski                | Squalificato  |
| 1996 | Adultère, mode d'emploi                                                                             | Francese                   | Christine Pascal                    | Non candidato |
| 1997 | Les agneaux                                                                                         | Francese                   | Marcel Schupbach                    | Non candidato |
| 1998 | For Ever Mozart                                                                                     | Francese                   | Jean-Luc Godard                     | Non candidato |
| 1999 | La guerre dans le Haut Pays                                                                         | Francese                   | Francis Reusser                     | Non candidato |
| 2000 | Beresina e gli ultimi giorni della Svizzera (Beresina oder Die letzten Tage der Schweiz)            | Tedesco                    | Daniel Schmid                       | Non candidato |
| 2001 | Gripsholm                                                                                           | Tedesco                    | Xavier Koller                       | Non candidato |
| 2002 | Éloge de l'amour                                                                                    | Francese                   | Jean-Luc Godard                     | Non candidato |
| 2003 | Aime ton père                                                                                       | Francese                   | Jacob Berger                        | Non candidato |
| 2005 | Mein Name ist Bach                                                                                  | Tedesco                    | Dominique de Rivaz                  | Non candidato |
| 2006 | Un lungo inverno senza fuoco (Tout un hiver sans feu)                                               | Francese                   | Greg Zglinski                       | Non candidato |
| 2007 | Vitus                                                                                               | Tedesco                    | Fredi Murer                         | Short-list    |
| 2008 | Die Herbstzeitlosen                                                                                 | Tedesco                    | Bettina Oberli                      | Non candidato |
| 2009 | Der Freund                                                                                          | Tedesco                    | Micha Lewinsky                      | Non candidato |
| 2010 | Home                                                                                                | Francese                   | Ursula Meier                        | Non candidato |
| 2011 | La petite chambre                                                                                   | Francese                   | Stéphanie Chuat e Véronique Reymond | Non candidato |
| 2012 | Giochi d'estate                                                                                     | Italiano                   | Rolando Colla                       | Non candidato |
| 2013 | Sister (L'enfant d'en haut)                                                                         | Francese                   | Ursula Meier                        | Short-list    |
| 2014 | Un mondo in pericolo (More than Honey)                                                              | Tedesco                    | Markus Imhoof                       | Non candidato |
| 2015 | Der Kreis                                                                                           | Tedesco                    | Stefan Haupt                        | Non candidato |
| 2016 | Iraqi Odyssey                                                                                       | Arabo                      | Samir                               | Non candidato |
| 2017 | La mia vita da Zucchina (Ma vie de Courgette)                                                       | Francese                   | Claude Barras                       | Short-list    |
| 2018 | Contro l'ordine divino (Die göttliche Ordnung)                                                      | Tedesco                    | Petra Volpe                         | Non candidato |
| 2019 | Eldorado                                                                                            | Tedesco                    | Markus Imhoof                       | Non candidato |
| 2020 | Non tutte le sciagure vengono dal cielo (Wolkenbruchs wunderliche Reise in die Arme einer Schickse) | Tedesco, Yiddish           | Michael Steiner                     | Non candidato |
| 2021 | Schwesterlein                                                                                       | Tedesco, Francese, Inglese | Stéphanie Chuat, Véronique Reymond  | Non candidato |
| 2022 | Olga                                                                                                | francese, ucraino          | Elie Grappe                         | Non candidato |
| 2023 | Drii Winter                                                                                         | svizzero-tedesco           | Michael Koch                        | Non candidato |
| 2024 | Foudre                                                                                              | francese                   | Carmen Jaquier                      | Non candidato |
| 2025 | Reinas                                                                                              | spagnolo                   | Klaudia Reynicke                    | Non candidato |
| 2026 | L'ultimo turno (Heldin)                                                                             | tedesco                    | Petra Volpe                         |               |

| Non candidato | Il film è stato proposto dal Belgio, ma non è stato candidato dall'Academy of Motion Picture Arts and Sciences.  |
| Short-list    | Il film è entrato nella "short-list" stilata a gennaio dei nove candidati per l'Oscar al miglior film straniero. |
| Candidato     | Il film è entrato a far parte dei cinque candidati per l'Oscar al miglior film straniero.                        |
| Vincitore     | Il film ha vinto l'Oscar al miglior film straniero.                                                              |